# Kralovické louky
Kralovické louky je přírodní rezervace v okrese Prachatice. Nachází se v Šumavském podhůří, poblíž vesnice Kralovice, jedné z místních částí obce Nebahovy. Chráněné území zaujímá k západu skloněné svahy po pravé straně údolí Zlatého potoka a sestává ze dvou nesouvislých částí, z nichž větší (cca 80 % rozlohy) představuje průřez celou strání od spodního okraje Kralovic až k potoku, menší díl, situovaný asi o 200 m jižněji, pak obsahuje pouze střední partie svahu.
Důvodem ochrany jsou zrašelinělé svahové louky s bohatou květenou. Jediná lokalita kohátky kalíškaté (Tofieldia calyculata) v jižních Čechách. Dále zde roste např. hořeček český (Gentianella praecox subsp. bohemica), hladýš pruský (Laserpitium prutenicum), tučnice obecná (Pinguicula vulgaris), kosatec sibiřský (Iris sibirica), tolije bahenní (Parnassia palustris) a další.
Území přírodní rezervace Kralovické louky je jednou z částí evropsky významné lokality Zlatý potok v Pošumaví.